# Ceraclea maccalmonti
Ceraclea maccalmonti är en nattsländeart som beskrevs av Dudley Moulton och Stewart 1992. Ceraclea maccalmonti ingår i släktet Ceraclea och familjen långhornssländor. Inga underarter finns listade i Catalogue of Life.